# 江绍原
江绍原（1898年—1983年），男，安徽旌德人，生于北京，中国现代比较宗教学家、民俗学家，中国民间文艺研究会理事，商务印书馆编审。